# 장원중학교
장원중학교는 대한민국 서울특별시 중구 신당동에 있는 공립 중학교이다.

## 학교 연혁
- 1968년 8월 6일 : 옥수여자중학교(공립)로 교명 인가
- 1968년 10월 2일 : 초대 한윤수 교장 취임
- 1968년 10월 2일 : 개교기념일
- 1976년 3월 12일 : 장충여자중학교로 교명 변경
- 2003년 3월 1일 : 장원중학교로 교명 변경
- 2015년 12월 29일 : 다목적 강당 신축
- 2022년 9월 1일 : 제19대 김혜선 교장 취임
- 2023년 1월 6일 : 제52회 졸업(줄업생 82명, 졸업생 누계 23,718명)
- 2023년 3월 2일 : 신입생 78명 입학(4학급)

## 참고 자료
- 장원중학교 - 한국교육학술정보원 학교알리미